# Puchar Sześciu Narodów

Uczestnicy Pucharu 6 Narodów

Puchar Sześciu Narodów (ang. Six Nations Championship) – cykliczne, najważniejsze międzynarodowe zawody w rugby w Europie i najstarszy turniej rugby na świecie. Biorą w nim udział męskie reprezentacje narodowe Anglii, Francji, Irlandii, Szkocji, Walii i Włoch. Zawody odbywają się co roku, a zwycięzca pucharu jest uważany za nieoficjalnego mistrza Europy.
Aktualnym zwycięzcą po rozgrywkach w 2024 roku jest Irlandia.

## Historia
Ten najstarszy turniej w światowym rugby zainaugurował swą historię w 1882 roku. W pierwszym rozegranym meczu na St Helens Ground w Swansea Anglia pokonała Walię 26-0. W pierwszych latach uczestniczyły w nim cztery reprezentacje: Anglia, Irlandia, Szkocja i Walia. Początkowo nie brakowało problemów organizacyjnych, m.in. w latach 1885, 1887 i 1889 nie udało się dokończyć rozgrywek. W roku 1910 po raz pierwszy zagrała w turnieju Francja i od tej pory pięć reprezentacji rywalizowało o Puchar Pięciu Narodów przez dziewięć dekad, z przerwami spowodowanymi głównie wybuchami wojen (w latach 1915-1919 i 1940-1946). W 2000 roku do rywalizacji jako szósty kraj dopuszczono Włochy – w tej formule rozgrywki toczą się do dziś.

## Stadiony

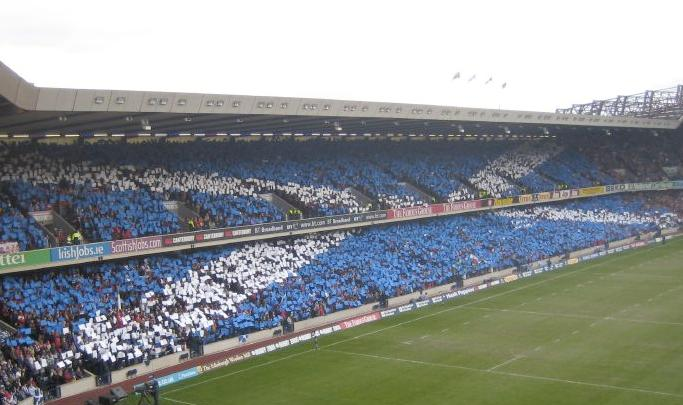
Murrayfield Stadium w Edynburgu

Drużyny rozgrywają mecze Pucharu Sześciu Narodów na następujących stadionach:
- Anglia: Twickenham w Londynie;
- Irlandia: Aviva Stadium w Dublinie;
- Szkocja: Murrayfield w Edynburgu;
- Walia: Millennium Stadium w Cardiff;
- Francja: Stade de France w Saint-Denis;
- Włochy: Stadio Olimpico w Rzymie.

## Zwycięzcy Pucharu Home Nations
| 1883 | Anglia (Triple Crown)             |
| 1884 | Anglia (Triple Crown)             |
| 1885 | Anglia                            |
| 1886 | Anglia i Szkocja                  |
| 1887 | Szkocja                           |
| 1888 | Irlandia, Szkocja i Walia         |
| 1889 | Szkocja                           |
| 1890 | Anglia i Szkocja                  |
| 1891 | Szkocja (Triple Crown)            |
| 1892 | Anglia (Triple Crown)             |
| 1893 | Walia (Triple Crown)              |
| 1894 | Irlandia (Triple Crown)           |
| 1895 | Szkocja (Triple Crown)            |
| 1896 | Irlandia                          |
| 1897 | Anglia, Irlandia, Szkocja i Walia |
| 1898 | Anglia i Szkocja                  |
| 1899 | Irlandia (Triple Crown)           |
| 1900 | Walia (Triple Crown)              |
| 1901 | Szkocja (Triple Crown)            |
| 1902 | Walia (Triple Crown)              |
| 1903 | Szkocja (Triple Crown)            |
| 1904 | Szkocja                           |
| 1905 | Walia (Triple Crown)              |
| 1906 | Walia i Irlandia                  |
| 1907 | Szkocja                           |
| 1908 | Walia (Triple Crown)              |
| 1909 | Walia (Triple Crown)              |

## Zwycięzcy Pucharu Pięciu Narodów
| 1910    | Anglia                                     |
| 1911    | Walia (Grand Slam)                         |
| 1912    | Anglia i Irlandia                          |
| 1913    | Anglia (Grand Slam)                        |
| 1914    | Anglia (Grand Slam)                        |
| 1915–19 | nie rozgrywano z uwagi na I wojnę światową |
| 1920    | Anglia, Szkocja i Walia                    |
| 1921    | Anglia (Grand Slam)                        |
| 1922    | Walia                                      |
| 1923    | Anglia (Grand Slam)                        |
| 1924    | Anglia (Grand Slam)                        |
| 1925    | Szkocja (Grand Slam)                       |
| 1926    | Irlandia i Szkocja                         |
| 1927    | Irlandia i Szkocja                         |
| 1928    | Anglia (Grand Slam)                        |
| 1929    | Szkocja                                    |
| 1930    | Anglia                                     |
| 1931    | Walia                                      |

## Zwycięzcy Pucharu Home Nations
| 1932    | Anglia, Irlandia i Walia                    |
| 1933    | Szkocja (Triple Crown)                      |
| 1934    | Anglia (Triple Crown)                       |
| 1935    | Irlandia                                    |
| 1936    | Walia                                       |
| 1937    | Anglia (Triple Crown)                       |
| 1938    | Szkocja (Triple Crown)                      |
| 1939    | Anglia, Irlandia i Walia                    |
| 1940–46 | nie rozgrywano z uwagi na II wojnę światową |

## Zwycięzcy Pucharu Pięciu Narodów
| 1947 | Anglia i Walia                             |
| 1948 | Irlandia (Grand Slam)                      |
| 1949 | Irlandia (Triple Crown)                    |
| 1950 | Walia (Grand Slam)                         |
| 1951 | Irlandia                                   |
| 1952 | Walia (Grand Slam)                         |
| 1953 | Anglia                                     |
| 1954 | Anglia, Francja, Walia                     |
| 1955 | Francja i Walia                            |
| 1956 | Walia                                      |
| 1957 | Anglia (Grand Slam)                        |
| 1958 | Anglia                                     |
| 1959 | Francja                                    |
| 1960 | Francja i Anglia (Triple Crown)            |
| 1961 | Francja                                    |
| 1962 | Francja                                    |
| 1963 | Anglia                                     |
| 1964 | Szkocja i Walia                            |
| 1965 | Walia                                      |
| 1966 | Walia                                      |
| 1967 | Francja                                    |
| 1968 | Francja (Grand Slam)                       |
| 1969 | Walia (Triple Crown)                       |
| 1970 | Francja i Walia                            |
| 1971 | Walia (Grand Slam)                         |
| 1972 | Walia                                      |
| 1973 | Anglia, Francja, Irlandia, Szkocja i Walia |
| 1974 | Irlandia                                   |
| 1975 | Walia                                      |
| 1976 | Walia (Grand Slam)                         |
| 1977 | Francja (Grand Slam)                       |
| 1978 | Walia (Grand Slam)                         |
| 1979 | Walia (Triple Crown)                       |
| 1980 | Anglia (Grand Slam)                        |
| 1981 | Francja (Grand Slam)                       |
| 1982 | Irlandia (Triple Crown)                    |
| 1983 | Francja i Irlandia                         |
| 1984 | Szkocja (Grand Slam)                       |
| 1985 | Irlandia (Triple Crown)                    |
| 1986 | Francja i Szkocja                          |
| 1987 | Francja (Grand Slam)                       |
| 1988 | Francja i Walia (Triple Crown)             |
| 1989 | Francja                                    |
| 1990 | Szkocja (Grand Slam)                       |
| 1991 | Anglia (Grand Slam)                        |
| 1992 | Anglia (Grand Slam)                        |
| 1993 | Francja                                    |
| 1994 | Walia                                      |
| 1995 | Anglia (Grand Slam)                        |
| 1996 | Anglia (Triple Crown)                      |
| 1997 | Francja (Grand Slam)                       |
| 1998 | Francja (Grand Slam)                       |
| 1999 | Szkocja                                    |

## Zwycięzcy Pucharu Sześciu Narodów
| 2000 | Anglia                |
| 2001 | Anglia                |
| 2002 | Francja (Grand Slam)  |
| 2003 | Anglia (Grand Slam)   |
| 2004 | Francja (Grand Slam)  |
| 2005 | Walia (Grand Slam)    |
| 2006 | Francja               |
| 2007 | Francja               |
| 2008 | Walia (Grand Slam)    |
| 2009 | Irlandia (Grand Slam) |
| 2010 | Francja               |
| 2011 | Anglia                |
| 2012 | Walia (Grand Slam)    |
| 2013 | Walia                 |
| 2014 | Irlandia              |
| 2015 | Irlandia              |
| 2016 | Anglia                |
| 2017 | Anglia                |
| 2018 | Irlandia (Grand Slam) |
| 2019 | Walia (Grand Slam)    |
| 2020 | Anglia                |
| 2021 | Walia                 |
| 2022 | Francja (Grand Slam)  |
| 2023 | Irlandia (Grand Slam) |